# Franca Fiacconi

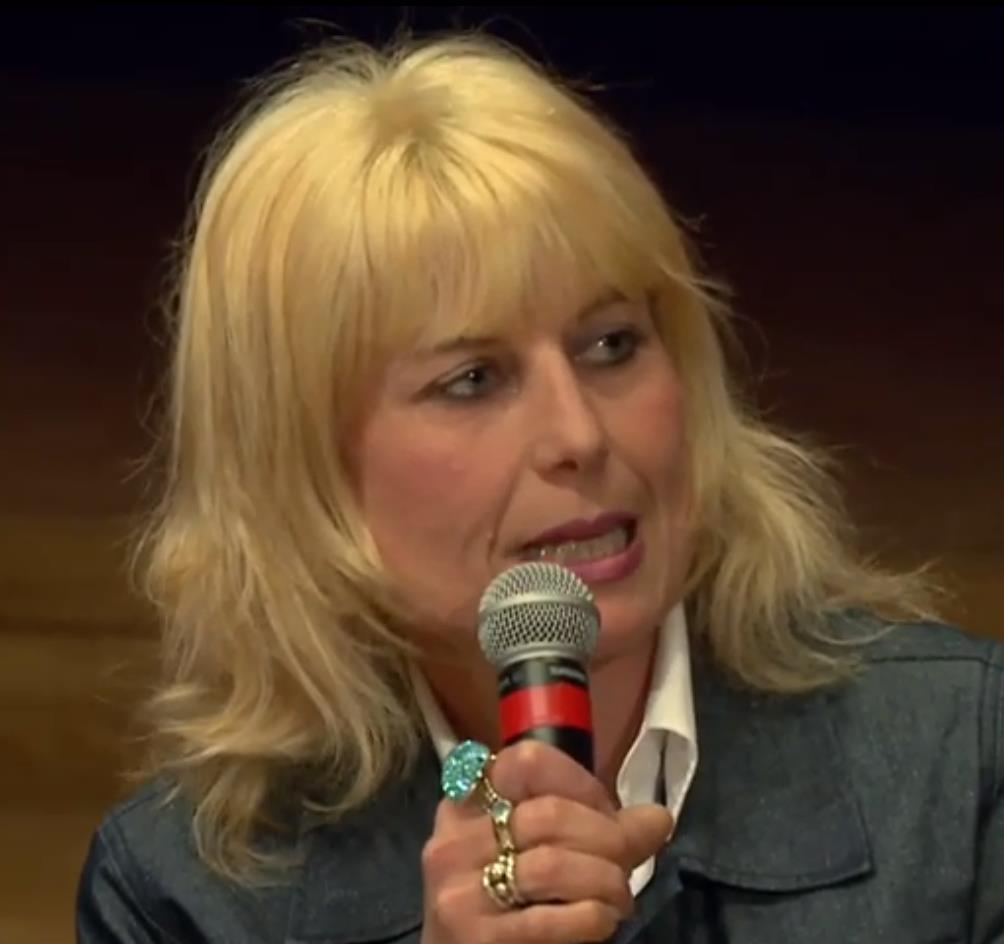
Franca Fiacconi

Franca Fiacconi (* 4. Oktober 1965 in Rom) ist eine ehemalige italienische Langstreckenläuferin.

## Leben
Sie errang zahlreiche Podestplatzierungen bei diversen Marathonläufen. Zu ihren bedeutendsten Erfolgen zählen die Siege beim New-York-City-Marathon (1998), beim Turin-Marathon (1996 und 1998), beim Rom-Marathon (1998) und beim Prag-Marathon (1999). Im Rahmen der Maratona d’Italia 1996 und des Turin-Marathons 1998 holte sie jeweils den italienischen Meistertitel im Marathonlauf. Bei der Universiade 1993 in Buffalo gewann sie die Silbermedaille, bei den Leichtathletik-Weltmeisterschaften 1997 in Athen belegte sie den dreizehnten und bei den Leichtathletik-Europameisterschaften 1998 in Budapest den vierten Rang.
Darüber hinaus gewann sie 2001 den Marathon des Sables, einen Etappenlauf über rund 243 km durch die marokkanische Sahara.
Franca Fiacconi ist 1,74 m groß und hatte ein Wettkampfgewicht von 55 kg.

## Bestleistungen
- Halbmarathon: 1:12:37 h, 27. September 1998, Uster
- Marathon: 2:25:17 h, 1. November 1998, New York City